# Compagnie des Alpes
Pour les articles homonymes, voir CDA.
La Compagnie des Alpes (CDA) est une entreprise française, dont l'actionnaire principal est la Caisse des dépôts et consignations, créée en 1989. À l'origine, elle est essentiellement axée vers l'exploitation de domaines skiables étant premier exploitant de remontées mécaniques au monde mais, trop tributaire de la saison hivernale, elle a diversifié ses activités à partir de 2002 vers les parcs d'attractions. À la suite de plusieurs acquisitions, le groupe devient le quatrième opérateur européen de parcs de loisirs.
La Compagnie des Alpes est à la tête de 10 domaines skiables français (dont Tignes-Val d'Isère, La Plagne ou Méribel) et de 13 destinations de loisirs (dont le parc Astérix, le Futuroscope ou le musée Grévin). Le groupe est également spécialisé dans les métiers d'hébergements, avec un réseau d'agences immobilières, et leader de la distribution de séjours de montagne en ligne, avec le rachat de Travelfactory en 2018. En 2022, elle rachète 85 % du capital de MMV, le deuxième opérateur hôtelier des alpes.
La Compagnie des Alpes est cotée à la bourse de Paris.

## Historique

### Domaines skiables

Ancien logo.

La Caisse des dépôts et consignations crée en janvier 1989, au travers de sa filiale développement, la « Compagnie des Alpes » afin de fédérer le marché français des domaines skiables, de Tignes et de Peisey-Vallandry et ainsi favoriser expérience et investissement grâce à une taille conséquente, puis plus généralement de soutenir l'activité en montagne.
À partir de 1991, l'obtention d'une délégation de service public des stations de ski de La Plagne, Les Arcs et Chamonix–Les Grands Montets permet à la Compagnie des Alpes de croître rapidement.
Cinq ans plus tard, l'entreprise est introduite au Second Marché de la Bourse de Paris. Grâce à cela, elle prend rapidement des participations dans plusieurs domaines des Alpes comme celui des Menuires. Fin 1996, la société s'implante à l'étranger en reprenant les stations italiennes de Courmayeur et d'autres dans le Val d'Aoste ainsi que française à Flaine, Samoëns, Morillon et Sixt, puis quatre ans plus tard, la Compagnie des Alpes a Méribel Alpina et entre à hauteur de 20,3 % au capital de Téléverbier, l'opérateur de la station suisse de Verbier. En 2001, elle poursuit son expansion en Suisse avec une prise de 38 % du capital de l'exploitant de Saas Fee.
L'acquisition de dix-sept nouvelles boutiques en 2002, portant à 44 le nombre de magasins de sports SkiShop, représente 6,3 % du CA avec un stock de 21 500 paires de ski en location.

ancien logo de Grévin & Cie.

En juin de la même année, la société rachète pour environ 140 M€ par OPA d'abord hostile puis amicale, la société Grévin & Cie, propriétaire du musée Grévin et de sept parcs d'attractions (quatre en France dont le parc Astérix, deux en Hollande et un en Allemagne) afin d'entamer une diversification dans les parcs de loisirs et « d'étaler ainsi les risques ». Dès lors les activités de la société sont divisées en deux grands pôles : Compagnie des Alpes - Domaines skiables (environ 58 % du chiffre d'affaires consolidé) et Compagnie des Alpes - Parcs de loisirs (environ 42 % du chiffre d'affaires consolidé). Vers la même époque, l'entreprise passe également de l'exploitation de domaines skiables à un rôle complémentaire « de conseil et d'assistance » pour les stations à l'étranger.
En 2004, la société reprend le domaine de Serre Chevalier en France et une nouvelle participation de 20 % dans une station suisse, Aletsch Riederalp.
Cette même année, la Compagnie des Alpes est privatisée.
Le 1er octobre 2007, dans le cadre d'un accord avec la Société financière de Val d'Isère (SOFIVAL), la Compagnie des Alpes rachète la Société des téléphériques de Val-d'Isère (STVI) et prend des participations minoritaires de La Rosière, Valmorel et Avoriaz. Elle réalise cette opération dans le cadre d'une augmentation de capital permettant à la holding financière SOFIVAL de prendre 8,6 % de son capital. Cette même année le 1er Observatoire environnemental d'Europe est mis en place à Flaine.
En 2008, la Compagnie des Alpes lance Holiski, un abonnement de ski valable dans dix de ses domaines skiables : après s'être acquitté d'un abonnement annuel, le skieur reçoit un badge d'accès qui lui permet d'accéder directement aux pistes couvertes par l'offre. Les journées de ski sont facturées le mois suivant. Cette même année, Dominique Marcel prend la tête de l'entreprise et trouve une situation difficile : « Les ventes stagnaient, l'activité était trop saisonnière, et l'entreprise était fortement endettée après plusieurs rachats ». Trois banques régionales entrent alors au capital de la CDA : le Crédit Agricole des Savoie, les Caisses d'épargne et la Banque populaire.
En 2009, la Compagnie revend à la commune de Bagnes, en Suisse, ses 20,3 % du capital action de Téléverbier. Le montant de la transaction s'élève à 13,8 millions d'euros, soit environ 20 millions de francs suisses. En cette même année, la compagnie vend sa participation de 41 % dans le capital des Remontées mécaniques de Saas-Fee également en Suisse. Le groupe gagne l'exploitation du domaine des Deux Alpes.
En 2014, la station de Megève rejoint le groupe.
En 2015, le groupe acquiert dans la station de ski Thaiwoo son 1er contrat en Chine et ouvre une filiale dans le pays et continue la signature de contrats notamment en vue des Jeux olympiques d'hiver de 2022.
Depuis 2016 des négociations sont en cours pour faire entrer au capital le chinois Fosun International propriétaire du Club Méditerranée mais elles sont abandonnées au profit de collaborations davantage industrielles.

Logo des 30 ans en 2019 de la Compagnie des Alpes.

En janvier 2018, La Compagnie des Alpes prend le contrôle de TravelFactory,. Le 26 janvier est inaugurée la station de ski de Vedoutchi en Tchétchénie, dont la construction a été en partie financée par la Compagnie des Alpes et la société Poma.
En janvier 2020 la Compagnie des Alpes perd le contrat des Deux Alpes. En mai de la même année, la Compagnie des Alpes se dit « confiante pour traverser la crise » du Covid-19. Son bénéfice net a été rogné de 26,2 % à 47,7 millions d'euros en raison de la fermeture anticipée de ses sites. La compagnie annonce en mai 2021 une chute de 93 % de son chiffre d'affaires au premier semestre 2020-2021 avec 31,5 millions d'euros contre 470,5 un an plus tôt. Fin juin 2021, l'augmentation de capital de 231 millions d'euros est annoncée par la direction. Sur l'exercice décalé 2020-2021, la Compagnie des Alpes déplore une perte nette de 121,7 millions d'euros contre 104,3 millions d'euros lors de l'exercice précédent qui avait été moins affecté par la crise sanitaire.
En 2022-2023, la Compagnie des Alpes déclare avoir souffert du doublement des coûts de l'énergie, ce qui engendre une baisse de 20,9 % du bénéfice net à 90,4 millions d'euros, pour un chiffre d'affaires dépassant le milliard d'euros. Cette même année, elle continue sa diversification, rachetant MMV, un opérateur de résidences et hôtels dans les Alpes,.
Le changement climatique, engendrant une chute d'enneigement doublée d'une baisse de fréquentation dans les basses stations, touche peu l'entreprise qui gère des domaines de haute altitude, mais oblige à de lourds investissements dans les canons à neige ou les remontées mécaniques ; malgré ces investissements importants (environ 20 % du chiffre d'affaires) et les redevances versées, l'exploitation de la dizaine de stations reste rentable, avec plus d'un tiers de marge opérationnelle, bien au dessus de celle des parcs de loisirs.
Tignes, jusqu'alors la station la plus rentable de l'entreprise, annonce courant 2025 reprendre la gestion de ses remontées avec la société d'économie mixte de l'Alpe d'Huez, en juin de l'année suivante. Ceci fait suite à la volonté affichée de plusieurs élus de « récupérer le contrôle de leur remontées mécaniques ».

### Parcs de loisirs
Le 30 avril 1989, le parc Astérix ouvre ses portes. Il est géré par la société Parc Astérix créée dès 1985. En 1997, Parc Astérix est introduit en bourse. En 1998, la société achète le grand aquarium Saint-Malo avant de lancer en 1999 une OPE sur le groupe Musée Grévin-France Miniature dans le but de créer le premier groupe français de loisirs. Cette opération se traduit par l'échange d'actions entre les actionnaires des deux sociétés. L’entreprise devient alors Grévin & Cie.
En juin 2002, la Compagnie des Alpes acquiert Grévin & Cie via une OPA et créé sa division Parcs de loisirs afin de se diversifier dans les parcs d'attractions et de loisirs et arrêter d'être dépendant de la seule saison d'hiver avec l'activité montagne.
En 2003, Grévin & Cie rachète deux parcs : l'aquaparc du Bouveret en Suisse en janvier et Panorama Park en Allemagne en décembre. En décembre 2004, la société reprend le parc de Pleasurewood Hills au Royaume-Uni. En août 2005, le groupe Grévin & Cie rachète les parcs La Mer de sable à Ermenonville et Planète sauvage entre Nantes et Pornic.
Les 22 et 23 mai 2006, la Compagnie des Alpes finalise l'acquisition d'une partie du groupe Star Parks pour une valeur estimée à 240 millions d'euros (dont 70 de reprise de dettes financières). Sur les sept sites touristiques exploités par Star Parks depuis 2004, cinq tombent dans le giron de la division Parcs de loisirs : Walibi Belgium (avec Aqualibi) et Bellewaerde Park en Belgique, Walibi Sud-Ouest et Walibi Rhône-Alpes en France, ainsi que Walibi Holland aux Pays-Bas.
En 2008, Panorama Park Sauerland est revendu et démantelé. Le 15 décembre 2010, le groupe annonce le projet de cession de sept parcs au fonds d’investissement HIG Capital France qui s'est associé à Laurent Bruloy, ancien dirigeant d'Aqualud. Ceux-ci créent groupe Looping. La Compagnie des Alpes garde une participation minoritaire de 30% dans le consortium créé pour l'occasion.
Le 14 janvier 2011, la Compagnie des Alpes devient le premier actionnaire du Futuroscope à hauteur de 45 %, en rachetant une partie des parts du Conseil général de la Vienne. Le 24 janvier, la Compagnie des Alpes annonce qu'elle gèrera le musée Chaplin hébergé dans l'ancienne propriété du cinéaste Charlie Chaplin dit le Manoir de Ban à Corsier en Suisse (ouverture en 2016). Le 4 mars 2011, la Compagnie des Alpes annonce la signature pour la diffusion audiovisuelle des nouveaux personnages de Walibi sur Club RTL en Belgique francophone, Gulli en France et Nickelodeon aux Pays-Bas et en Belgique néerlandophone. Le 16 septembre 2011, le groupe annonce l'ouverture d'un musée Grévin au Canada avec une ouverture prévue le 17 avril 2013 dans le Centre Eaton Montréal. Le 23 décembre 2011, la Compagnie des Alpes se sépare de Fort Fun Abenteuerland qui est revendu à One World Holding, société contrôlée par la famille Ziegler. Le même mois, le groupe français annonce avoir envoyé à One World Holding une notification de révocation du transfert de titres. Le parc reste donc propriété de la Compagnie des Alpes. L’acquéreur est soupçonné d’avoir fourni un faux document concernant la garantie bancaire.
Le 17 avril 2013, le musée Grévin Montréal est inauguré par Bernard Pivot. Le 1er mai 2014, le musée Grévin Prague est inauguré en présence de célébrités locales et internationales. En décembre 2014, un communiqué de presse annonce que le groupe finalise le processus de cession du Dolfinarium Harderwijk au groupe espagnol Aspro-Ocio. Il en est de même pour Walibi Sud-Ouest en janvier 2015,.
Le 22 mai 2015, la Compagnie des Alpes annonce la cession de Planète sauvage et La Mer de sable au groupe Looping pour 15,4 millions d'euros.

Le groupe a alors l'intention d'ouvrir un musée de cire par an avant de se raviser. Pour 2015, deux sites sont à l'étude, dont Séoul avec une ouverture prévue au deuxième semestre,. Ouverture des musées Grévin Sindibad, au Maroc, et de Séoul, qui est inauguré le 29 juillet 2015.
L'ouverture de Chaplin's World est opéré en 2016. Au total, trois Grévin ouvrent hors de France. Déficitaire, le musée Grévin Prague ferme en mars 2018 et rouvre avec de nouveaux propriétaires sous le nom de Chocotopia,. Le musée Grévin Séoul est cédé en février 2018.
En 2015-2016, la CDA obtient une concession minoritaire pour le Jardin d'Acclimatation avec LVMH, et réalise la refonte et la nouvelle thématisation du parc.
En 2017, le groupe cède Fort Fun Abenteuerland en Allemagne.
En 2018 musée Grévin Séoul et musée Grévin Prague sont cédés.
En 2019, CDA acquiert Familypark en Autriche et ouvre Bellewaerde Aquapark en Belgique, faisant de la Belgique son second marché en nombre de parcs ouverts. Fin 2019 le chiffre d'affaires du musée Grevin est pénalisé par les mouvements sociaux.
En 2020, le Futuroscope annonce renouveler pour 30 ans son partenariat avec la Compagnie des Alpes, dont la participation devient majoritaire, et qui est également choisie pour la création et l’exploitation du « Futuroscope 2 » adjacent, un projet pour 2025 qui comprendra deux hôtels et un parc aquatique.
Le groupe inaugure également le 3e hôtel du Parc Astérix, les « Quais de Lutèce ». Le parc 4 étoiles a été sacré meilleur hôtel à thème 2020 au monde.
En 2025, tout cette partie hors stations de ski représente la moitié du chiffre d'affaires du groupe.
Le 3 avril 2025, le groupe rachète Belantis au groupe espagnol Parques Reunidos pour 22 millions d'euros.

### Compagnie des Alpes - Autres métiers
En 2011, la filiale CDA Management signe ses premiers contrats en Russie et au Maroc, puis en Chine et Japon dès 2013-2014.
En 2013, la Compagnie des Alpes lance la Foncière Rénovation Montagne pour rénover et commercialiser les lits dits « froids ». La même année, le groupe se lance dans la vente en ligne de séjours ski en créant Alpes Ski Résa, puis en 2018, le groupe rachète Travelfactory et devient 1ᵉʳ distributeur de séjours de ski en France.
Le groupe détient aussi des filiales en conception (CDA Productions / les Ateliers Grévin), mais aussi en aménagement, gestion de projets, conseils et assistance à maîtrise d'ouvrage (CDA Management et Ingelo).
En mars 2024, le groupe annonce s'être porté acquéreur du « groupe Urban » leader des centres de football à 5 et co-leader du padel en France,.

## Organisation

### Compagnie des Alpes - Domaines skiables
La Compagnie des Alpes gère une dizaine de domaines skiables de renommée mondiale, la Compagnie des Alpes est le premier exploitant de remontées mécaniques au monde.
- SAP - Société d’aménagement de La Plagne
- STGM - Société des téléphériques de la Grande-Motte (Tignes) ; jusqu'en juin 2026
- STVI - Société de téléphérique de Val-d'Isère[11]
- ADS - Domaine de Montagne Les Arcs / Peisey-Vallandry (Les Arcs Peisey-Nancroix Peisey-Vallandry Villaroger)
- GMD - Grand Massif Domaines Skiables
  - DSG - Domaine Skiable du Giffre (Morillon et Samoëns)
  - DSF - Domaine Skiable de Flaine
- Méribel Alpina (Méribel)
- SEVABEL - Société d'exploitation de la Vallée des Belleville (Les Menuires)
- SCV - Serre Chevalier Vallée Domaine Skiable
- Compagnie du Mont-Blanc (Chamonix) > participation / 1ᵉʳ actionnaire
  - SRMM - Société de Remontées Mécaniques de Megève-Mont d'Arbois[58]
- Megève > participation / 1ᵉʳ actionnaire
- DSR - Domaine Skiable de La Rosière Espace San Bernardo > participation
- Avoriaz > participation
- Valmorel > participation

### Compagnie des Alpes - Parcs de loisirs
La division Parcs de loisirs de la Compagnie des Alpes gère donc actuellement un total de 13 sites touristiques, principalement au travers de sa filiale Grévin & Cie répartis dans cinq pays dont 7 parcs d'attractions, 2 musées, 3 parcs aquatiques et 1 parc de miniatures. Cela représente un total annuel de huit millions de visiteurs. La CDA dispose d'une filiale immobilière depuis 2013 qui développe, en parallèle à des parcs et des stations de ski, des offres hôtelières, cherchant à augmenter la capacité de lits, ou à rénover car « le parc d'appartements est vieillissant », ; ainsi elle peut commercialiser des ensembles comprenant les forfaits de remontées mécaniques avec l'hébergement.
- Autriche
  - Familypark - parc d'attractions

- Allemagne
  - Belantis - parc d'attractions

- Belgique
  - Bellewaerde - parc d'attractions
  - Bellewaerde Aquapark - parc aquatique
  - Walibi Belgium - parc d'attractions
  - Aqualibi - parc aquatique

- France
  - France Miniature - parc de miniatures
  - Musée Grévin - musée
  - Parc Astérix - parc d'attractions
  - Futuroscope - parc d'attractions
  - Aquascope - parc aquatique
  - Walibi Rhône-Alpes - parc d'attractions
  - Jardin d'Acclimatation - avec LVMH

- Pays-Bas
  - Walibi Holland - parc d'attractions

- Suisse
  - Chaplin's World - musée

### Anciennes propriétés dans les parcs de loisirs
- Allemagne
  - Panorama Park Sauerland ; reconverti en parc animalier et attractif
  - Fort Fun Abenteuerland - parc d'attractions
- Canada
  - Musée Grévin Montréal - musée ; fermé en 2021
- France
  - Bioscope - musée
  - Écomusée d'Alsace - écomusée
  - Walibi Sud-Ouest - parc d'attractions
- Pays-Bas
  - Dolfinarium Harderwijk - delphinarium / oceanarium
- République tchèque
  - Musée Grévin Prague - musée ; reconverti en Chocotopia
- Parcs revendus en 2011 à Looping Group :
  -  France
    - Aquarium du Val-de-Loire - aquarium
    - Grand aquarium Saint-Malo - aquarium
    - Parc Mini-Châteaux - parc de miniatures
    - Parc Bagatelle - parc d'attractions
    - La Mer de sable - parc d'attractions
    - Planète sauvage - parc animalier

  -  Suisse
    - Aquaparc - parc aquatique

  -  Royaume-Uni
    - Pleasurewood Hills - parc d'attractions

  -  Pays-Bas
    - Hellendoorn Avonturenpark - parc d'attractions

### Les Productions du parc
Les Productions du parc est la filiale du groupe dans le domaine de la construction et de la rénovation des parcs et des sites de divertissement. Il aménage et décore les espaces, produit et conçoit la mise en scène de tous types de spectacles et animations.
Productions du parc est ainsi le concepteur artistique et l'assistant maître d'ouvrage de l'attraction Le Défi de César ainsi que de nombreuses autres attractions, spectacles et animations des parcs du groupe tel que le Bioscope ou les nouvelles attractions pour La Mer de sable.

### Données financières
| Année     | Chiffres d'affaires | Résultats d'exploitation | Résultats nets part du groupe |
| --------- | ------------------- | ------------------------ | ----------------------------- |
| 2001-2002 | 232                 |                          | 23,3                          |
| 2002-2003 | 377,8               | 66,6                     | 29,1                          |
| 2003-2004 | 372,3               | 65,2                     | 29,0                          |
| 2004-2005 | 374,2               | 60,8                     | 30,7                          |
| 2005-2006 | 455,6               | 80,0                     | 41,1                          |
| 2006-2007 | 505,7               | 68,6                     | 28,1                          |
| 2007-2008 | 534,2               | 71,2                     | 34,4                          |
| 2008-2009 | 575,9               | 83,0                     | 40,2                          |
| 2009-2010 | 596,6               | 76,3                     | 42,0                          |
| 2010-2011 | 641,5               | 66,0                     | 30,7                          |
| 2011-2012 | 677,7               | 60,1                     | 27,7                          |
| 2012-2013 | 678,0               | 49,3                     | 1,9                           |
| 2013-2014 | 693,0               | 61,0                     | 25,4                          |
| 2017-2018 | 801,2               | 97,0                     | 57,2                          |
| 2018-2019 | 854,0               | 105,1                    | 62,2                          |